# Região Geográfica Imediata de Soure-Salvaterra
A Região Geográfica Imediata de Soure-Salvaterra é uma das 21 regiões imediatas do estado brasileiro do Pará, uma das 2 regiões imediatas que compõem a Região Geográfica Intermediária de Breves junto com a Região Geográfica Imediata de Breves, e uma das 509 regiões imediatas no Brasil, criadas pelo Instituto Brasileiro de Geografia e Estatística - IBGE em 2017. É composta por 6 municípios.

## Municípios
Esta região geográfica abrange 6 municípios da ilha de Marajó:
| Região Geográfica Imediata | Código | Município           | Fundação |
| Soure-Salvaterra           | 150021 | Cachoeira do Arari  | 1833     |
| Soure-Salvaterra           | 150021 | Muaná               | 1895     |
| Soure-Salvaterra           | 150021 | Ponta de Pedras     | 1877     |
| Soure-Salvaterra           | 150021 | Salvaterra          | 1962     |
| Soure-Salvaterra           | 150021 | Santa Cruz do Arari | 1961     |
| Soure-Salvaterra           | 150021 | Soure               | 1847     |